# Gastón Padilla
Gastón Padilla (Ciudad Obregón, Sonora, 2 de noviembre de 1945 - Ciudad de México, 20 de enero de 2021) fue un actor mexicano, reconocido por su participación en el cine de ese país desde la década de 1980.

## Biografía
Padilla inició su carrera en el cine mexicano a finales de la década de 1970. A partir de entonces su presencia fue muy común en el llamado cine de ficheras y en la sexycomedia que dominó la escena mexicana en la década de 1980. Registró una gran cantidad de apariciones en películas del género como El ratero de la vecindad, Los verduleros 2, Los gatos de las azoteas, El pichichi del barrio, El superpolicía 880 y La venganza de Don Herculano, entre otras. Aunque su carrera transcurrió principalmente en el cine, también interpretó papeles en series de televisión como Las aventuras de Capulina, Hospital de la risa y Hasta que la muerte los separe, entre otras.

### Vida privada
Padilla era hijo del actor José Luis Padilla hermano de Raúl «Chato» Padilla, primo de Raúl Padilla, más conocido como "Chóforo".
Falleció el 20 de enero de 2021 a los 75 años, en la Ciudad de México, las causas de su muerte aún no han sido especificadas.

## Filmografía

### Cine y televisión
- 2015 - El sexo me da risa 4
- 2011 - Brujos contra Chamanes
- 2010 - El vampiro y la vedette
- 2010 - Macho... menos
- 2006 - La mesa que más aplauda
- 2004 - Ronco el paparazzi
- 2003 - Internado para señoritas
- 2002 - Tres lancheros más picudos II
- 2002 - Herencia para tres
- 2002 - Olvidados
- 2002 - Para gases... los míos
- 2001 - Tres lancheros más picudos
- 2001 - Gallos y caballos
- 2001 - Nuria y el fantasma
- 2001 - Nunca digas Cuba... jamás
- 2000 - Bastardos
- 2000 - El narco naco II
- 2000 - Salud, dinero y amor
- 2000 - Tierra de escorpiones
- 1999 - Bill Gritón vs Mónica del Whisky
- 1999 - Duelo de razas
- 1999 - El narco naco
- 1999 - La dama de hierro y un hombre violento
- 1999 - Los seis mandamientos de la risa
- 1999 - Los enredos en la casa blanca
- 1999 - Matar o morir
- 1999 - Misión peligrosa
- 1998 - Del Norte a la gran ciudad
- 1998 - Derrumbe mortal
- 1998 - La herencia del ranchero
- 1998 - Loco corazón
- 1998 - Masacre en la frontera
- 1998 - Recién casados
- 1997 - Detectives con sotanas
- 1997 - El Gallego que América conquistó
- 1997 - Los peluqueros
- 1997 - Robachicos fracasados
- 1997 - Super agente Botones
- 1997 - Tres huasnacos
- 1997 - Una monja muy norteña
- 1996 - Bailando con la más fea
- 1996 - El basurero
- 1996 - El lider de las masas
- 1996 - El matalas callando
- 1996 - La chiva loca
- 1996 - Los chuper heroes
- 1995 - El superman... Dilón II
- 1995 - La Riata del charro chano
- 1995 - Por el recto... camino
- 1995 - Saber gatear
- 1995 - Tremendo Escopetón
- 1995 - Tres tristes trinqueteros
- 1994 - El charro chano
- 1994 - El rey de la playa
- 1994 - Hasta que la muerte los separe
- 1994 - Heredera en apuros
- 1994 - La cueva del peludo
- 1994 - Lamineros y ficheras
- 1994 - La risa trabajando
- 1994 - Las aventuras de Lencha
- 1994 - Perfume, efecto inmediato
- 1993 - Inseminación artificial
- 1993 - La locura mexicana
- 1993 - El superman... Dilón
- 1992 - Don Herculano anda suelto
- 1992 - Las dos caras de un pillo
- 1992 - Los panaderos
- 1992 - El chivo
- 1992 - La fichera más rápida del oeste
- 1991 - El callejón de los cocolasos
- 1991 - El retorno de Gordachov
- 1991 - Encuentro de valientes
- 1991 - Las andanzas de Agapito
- 1991 - Las caguamas ninja
- 1991 - Los turistas
- 1991 - Reportera en peligro
- 1990 - Bella entre las flores
- 1990 - Chaparrito pero cumplidor
- 1990 - Chelo Gómez, detective privado
- 1990 - Cuates de a madre
- 1990 - El chilar
- 1990 - El servidor público
- 1990 - La gata Cristy
- 1990 - Lencha la justiciera
- 1990 - Nacos vs. narcos
- 1990 - Oficio: Golfa
- 1990 - El último escape
- 1990 - La taquera picante
- 1990 - El muerto al hoyo... y el vivo también
- 1989 - Bandas guerreras
- 1989 - El pichichi del barrio
- 1989 - Las aventuras de Capulina
- 1989 - La venganza de Don Herculano
- 1989 - Los mantenidos también lloran
- 1989 - Los tres de palo alto
- 1989 - La portera ardiente
- 1988 - Los gatos de las azoteas
- 1987 - Las movidas del mofles
- 1987 - Los verduleros II
- 1986 - Hospital de la risa
- 1986 - El superpolicia ochoochenta '880'
- 1985 - Enemigos a muerte
- 1984 - El tonto que hacía milagros
- 1984 - Viva el chubasco
- 1982 - El ratero de la vecindad
- 1982 - La golfa del barrio
- 1979 - Cuatro hembras y un macho menos

Fuente: